# 나곡중학교
나곡중학교(羅谷中學校)는 대한민국 경기도 용인시 기흥구 보라동에 있는 공립 중학교이다.

## 학교 연혁
- 2002년 7월 10일 : 나곡중학교 30학급 인가
- 2002년 9월 1일 : 개교(3학급 19명)
- 2002년 9월 1일 : 초대 오상균 교장 취임
- 2003년 2월 14일 : 제1회 졸업식(15명)
- 2012년 3월 1일 : 2012학년도 21학급 편성
- 2022년 1월 11일 : 제20회 졸업식(208명, 총 3,493명)
- 2022년 9월 1일 : 제8대 김춘호 교장 취임
- 2023년 3월 1일 : 2023학년도 23학급 편성

## 참고 자료
- 나곡중학교 - 한국교육학술정보원 학교알리미